# حاکمیت اقیانوس
حاکمیت اقیانوس (انگلیسی: Ocean governance)
عبارت است از انجام سیاست‌ها، اقدامات و امور مربوط به اقیانوس‌های جهان. در حکومت، نفوذ بازیگران غیردولتی، یعنی سهامداران، سازمان‌های غیردولتی و غیره را در بر می‌گیرد، بنابراین دولت تنها قدرت عمل کننده در سیاست گذاری نیست. با این حال، اداره اقیانوس‌ها پیچیده‌است، زیرا بسیاری از اقیانوس‌ها مشترک هستند که متعلق به هیچ فرد یا ملت/دولتی نیست. در ایالات متحده قویتر از سایر کشورها این باور وجود دارد که «دست نامرئی» بهترین روش برای تعیین عوامل حاکم بر اقیانوس است. اینها شامل عواملی مانند منابعی است که مصرف می‌کنیم، چه قیمتی باید برای آنها بپردازیم و چگونه باید از آنها استفاده کنیم. دلیل اصلی پشت این موضوع این است که بازار برای ارتقای حفاظت از محیط زیست باید تمایل داشته باشد، اما به ندرت چنین است. از این اصطلاح به عنوان شکست بازار یاد می‌شود. شکست‌های بازار و شکست‌های دولت، علل اصلی مشکلات حاکمیت اقیانوس‌ها هستند. در نتیجه، نوع بشر تمایل به بهره‌برداری بیش از حد از منابع دریایی دارد و آنها را به عنوان منابع مشترک تلقی می‌کند، در حالی که مسئولیت‌های برابر و جمعی در مراقبت از آنها بر عهده نمی‌گیرد.
اداره مؤثر اقیانوس‌ها مستلزم توافقات بین‌المللی قوی است. به‌طور خلاصه، نیاز به نوعی حکمرانی برای حفظ اقیانوس برای مصارف مختلف آن، ترجیحاً به شیوه ای پایدار وجود دارد. در طول سال‌ها، تعدادی معاهدات بین‌المللی به منظور تنظیم حاکمیت بین‌المللی اقیانوس‌ها امضا شده‌است. اهداف سیاست بین‌المللی کنونی برای ایجاد روابط پایدارتر با اقیانوس در هدف توسعه پایدار ۱۴ «زندگی زیر دریا» گنجانده شده‌است.